# Карьер (Казань)
Жилой массив Карьер (тат. Карьер, Karyer, МФА: [karˈjer], [karˈjir]) — посёлок в Советском районе Казани.

## География
Посёлок расположен на западе Советского района. Севернее находится посёлок Нагорный, северо-западнее — Сибирский тракт и посёлок Троицкая Нокса, южнее — трамвайное депо № 1, СНТ «Совет», и Царицынский лес, восточнее — СНТ «Собес-2» и «Компрессор», северо-восточнее — лесной массив «Карьерный овраг».

## История
Посёлок возник в 1956 году на территории Молотовского района Казани, позже переименованного в Советский. Среди первопоселенцев были жители местностей, попавших в зону затопления Куйбышевского водохранилища, в частности Подлужной слободы и посёлка Торфяного.

## Улицы
- Агрызская (тат. Әгерҗе урамы, Ägerce uramı). Названа по городу Агрыз.[4] Начинаясь от Сибирского тракта, пересекается с улицами Ягодная, Подъёмная, Яснополянским переулком, улицами Поперечно-Таловая и Переселенческая, затем проходит вдоль СНТ «Совет», около которого и заканчивается. Почтовый индекс — 420053.
- Верхняя 1-я (тат. 1 нче Өске урам, 1 nçe Öske uram). Начинаясь от лесного массива «Карьерный овраг», заканчивается у Царицынского леса. Почтовый индекс — 420053.
- Верхняя 2-я (тат. 2 нче Өске урам, 2 nçe Öske uram). Начинаясь от лесного массива «Карьерный овраг», заканчивается у Царицынского леса. Почтовый индекс — 420053.
- Карьерная (тат. Карьер урамы, Karyer uramı). Названа по посёлку, в котором находится.[4] Начинаясь недалеко от Агрызской улицы, идёт параллельно ей, затем прерывается; вновь начинаясь, пересекает Подъёмную улицу и Яснополянский переулок и заканчивается, немного не доходя до Поперечно-Таловой улицы. Почтовый индекс — 420053. Дом № 1 — жилой дом тароремонтного завода.[5]
- Откосная (тат. Сөзәклек урамы, Sözäklek uramı). Начинаясь от лесного массива «Карьерный овраг», пересекает Подъёмную улицу и заканчивается у Царицынского леса. Почтовый индекс — 420053.
- Переселенческая (тат. Күченүчеләр урамы, Küçenüçelär uramı). Начинаясь от Фигурной улицы, пересекает Песочную и Подъёмную улицы и заканчивается пересечением с Яснополянским переулком; затем вновь начинается и заканчивается пересечением с Агрызской улицей. Почтовый индекс — 420053.
- Песочная (тат. Ком урамы, Qom uramı). Начинаясь от Переселенческой улицы, пересекает Подъёмную улицу и заканчивается пересечением с Яснополянским переулком. Почтовый индекс — 420053.
- Подъёмная (тат. Күтәрү урамы, Kütärü uramı). Начинаясь от Карьерной улицы, пересекает Агрызскую, Фигурную, Песочную, Переселенческую и Откосную улицы и заканчивается пересечением с 1-й Верхней улицей. Почтовый индекс — 420053.
- Поперечно-Таловая (тат. Аркылы Тал урамы, Arqılı Tal uramı). Начинаясь от Таловой улицы, пересекает Яснополянскую улицу и заканчивается пересечением с Агрызской улицей. Почтовый индекс — 420053.
- Таловая (тат. Тал урамы, Tal uramı). Начинаясь от Яснополянского переулок, заканчивается пересечением с Поперечно-Таловой улицей. Почтовый индекс — 420053.
- Фигурная (тат. Фигура урамы, Figura uramı). Начинаясь недалеко от лесного массива «Карьерный овраг», пересекает Переселенческую и Подъёмную улицы и заканчивается пересечением с Яснополянским переулком. Почтовый индекс — 420053.
- Ягодная
- Яснополянская (тат. Якты Алан урамы, Yaqtı Alan uramı, бывшая Новосельская улица, переименована решением Казгорисполкома № 449 от 9 марта 1962 года).[4] Начинаясь от Яснополянского переулка, пересекает Поперечно-Таловую улицу и заканчивается после пересечения с ней. Почтовый индекс — 420053.
- Яснополянский переулок (тат. Якты Алан тыкрыгы, Yaqtı Alan tıqrığı, бывшая Поперечно-Новосельская улица, переименована в нарушение существующего порядка райисполкомом).[4] Начинаясь от Сибирского тракта, пересекает Таловую, Яснополянскую, Карьерную, Агрызскую, Фигурную, Песочную, Переселенческую, Откосную, 1-ю Верхнюю улицы и заканчивается пересечением со 2-й Верхней улицей. Почтовый индекс — 420053.

## Социальная инфраструктура
- школа № 108.[6]
- детский сад «Весна» (частный, основан в 2012 году).[7]
- мечеть «Куддус»[тат.] (основана в 2012 году).[8]

## Транспорт
До посёлка ходят автобусы №№ 1, 4, 25, 34, 60, 84, 91 и 113 (пригородный).
До расположенного неподалёку трамвайного депо № 1 в 1990–2017 годах ходил трамвай № 16.

## Известные жители
В посёлке проживал Герой Социалистического Труда Латфулла Мусин.